# Qianliyan
 (signalé en mai 2025).
Si vous disposez d'ouvrages ou d'articles de référence ou si vous connaissez des sites web de qualité traitant du thème abordé ici, merci de compléter l'article en donnant les références utiles à sa vérifiabilité et en les liant à la section « Notes et références ».
- Archive Wikiwix
- Bing
- Cairn
- DuckDuckGo
- E. Universalis
- Gallica
- Google
- G. Books
- G. News
- G. Scholar
- Persée
- Qwant
- (zh) Baidu
- (ru) Yandex
- (wd) trouver des œuvres sur Wikidata

Qianliyan est un dieu chinois des mers et des portes. Il est habituellement représenté, avec Shunfeng’er, comme le gardien des temples de la déesse marine Mazu.

## Nom
Le nom « Qianliyan » se traduit littéralement par « celui du millier de li », mais la distance de 1000 li signifiant en chinois une grande distance, une traduction plus fidèle serait « œil-de-lynx », « celui qui voit au loin », ou « clairvoyant ». Il est parfois appelé Qianli Yan ou Qian Li Yan. Le nom de son partenaire, Shunfeng’er, veut dire « celui qui entend tout ».  
Sous la dynastie Ming, Qianliyan était connu sous le nom de Li Lou.

## Histoire
Les premières traces de Qianliyan se trouvent dans livre du 16e siècle La pérégrination vers l’Ouest, où il apparait comme la personnification des yeux de l’Empereur de Jade et comme un de ses lieutenants. On trouve une représentation plus ancienne de Qianliyan dans les grotes de Shimen dans le Sichuan, datant de la période des Song du Sud.
Qianliyan apparaît ensuite comme un lieutenant de l’empereur Huaguang (t 華光大帝, s 华光大帝, Huáguāng Dàdì) dans l’œuvre de Yu Xiangdou, Le voyage vers le Sud, et comme un personnage dans L’Investiture des dieux de Xu Zhonglin. Il peut être confondu avec le dieu des portes Shenshu (神荼, Shēnshū).

## Religion

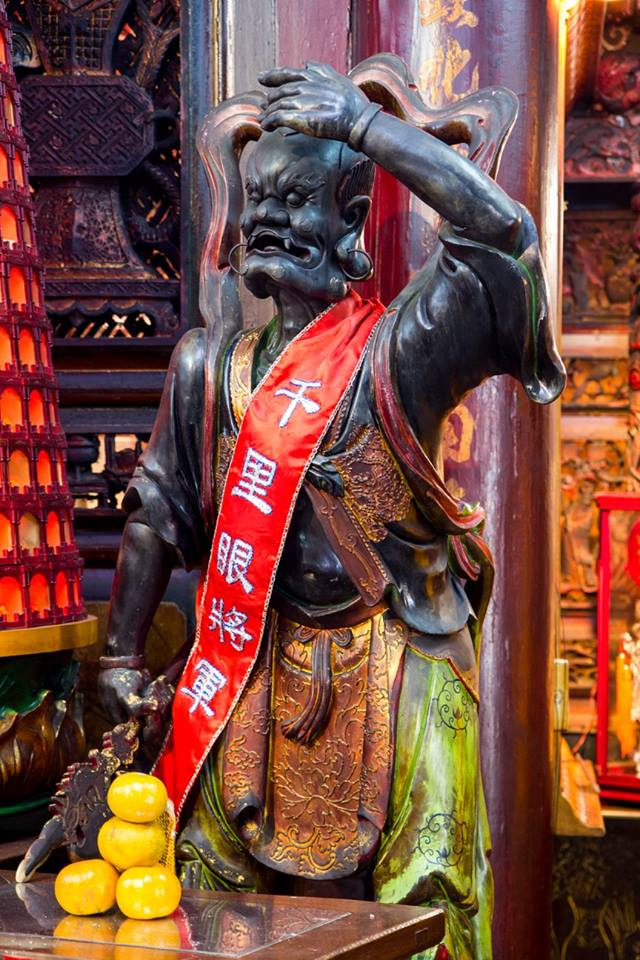
Statue de Qianliyan au temple de Xinggong Wenling.

La vision de Qianliyan est utilisée pour protéger les marins la nuit, durant le brouillard et face aux événements climatiques. Dans certains contes, il peut voir partout dans le monde.
Qianliyan est souvent représenté comme un démon défait et apprivoisé ou devenu ami avec la déesse de la mer Mazu. Dans une histoire, lui et Shunfeng’er apparaissent au large de l’île Meizhou pendant un orage et sont vaincus par l’écharpe en soie magique de Mazu, qui souffle des nuages de sable dans leurs yeux et leurs oreilles. Après leur soumission, ils lui jurent loyauté quand la déesse les soigne des blessures qu’elle leur a infligées. Dans une autre, les deux sont des généraux des Song vivant sur la montagne Taoshua (桃花山, Táohuā Shān), en compétition pour la main de Mazu,  mais qui ne parviennent pas à rivaliser avec les talents martiaux de la déesse. Dans encore une autre, ce sont deux frères nommés Gao Ming et Gao Jue, généraux impitoyables qui tombent au combat à Taoshua et reviennent hanter les lieux comme démons. Ils apparaissent à Mazu alors qu’elle voyage et la défient au combat, le vainqueur devant se soumettre à la volonté du vaincu. Après leur défaite, ils deviennent ses servants. Enfin, une autre version fait d’eux des guerriers ou des gardes du roi Zhou de Shang, possédant leurs pouvoirs déjà sous forme humaine et luttant contre les rebelles cherchant à reverser les Shang. Le noble Jiang Ziya, un adepte du taoïsme, utilise le savoir ésotérique reçu du Vénérable céleste pour les vaincre sur le mont Kunlun. Après les avoir couvert du sang d’un chien noir pour affaiblir leurs pouvoirs, les rebelles parviennent à gagner la bataille de Muye et leur chef, Ji Fa, se proclame roi des Zhou.

## Héritage

### Culte
Qianliyan apparaît le plus souvent comme un dieu des portes des temples de Mazu, ou comme gardien derrière Mazu sur ses autels ou sur ses talismans de papier. Il est vénéré dans certains villages et par les marins afin de rester hors de danger. Pendant le pèlerinage annuel entre Dajia et Beigang, qui dure huit jours, la statue de Mazu est accompagnée par Qianliyan et de Shunfeng’er, hauts de trois mètres et joués par des hommes montés sur échasses.

### Dans les arts
Qianliyan est souvent représenté comme un démon à la peau verte et protégeant ses yeux des reflets du soleil. Ceci n’est pas sa position originale : une statue des cavernes de Shimen et une autre dans le temple Nanhai Longwang (t 南海龍王廟, s 南海龙王庙, Nánhǎi Lóngwáng Miào) à Canton, Guangdong, lui donnent trois yeux et ses mains ne sont pas levées. Qianliyan apparaît parfois avec trois têtes et six bras, ou encore comme un démon rouge ; dans ce cas-là, il a deux cornes et des yeux jaunes. Il apparaît normalement à la droite de son compagnon Shunfeng’er.

## Source de la traduction
- (en) Cet article est partiellement ou en totalité issu de l’article de Wikipédia en anglais intitulé « Qianliyan » (voir la liste des auteurs).